# Bakterielle Proteinsekretion
Bakterielle Proteinsekretion ist die mikrobiologische Bezeichnung für die Ausscheidung diverser Proteine durch viele Bakterien in das sie umgebende Medium. Enzyme und bakterielle Toxine gehören zu den wichtigsten ausgeschiedenen Proteinen. Der Transport erfolgt abhängig vom Sec-System durch die Cytoplasmamembran oder unabhängig vom Sec-System. Gram-negative Bakterien benötigen wegen ihrer zusätzlichen äußeren Membran komplexere Ausscheidungssysteme als Gram-positive Bakterien.

## Gram-negative Bakterien

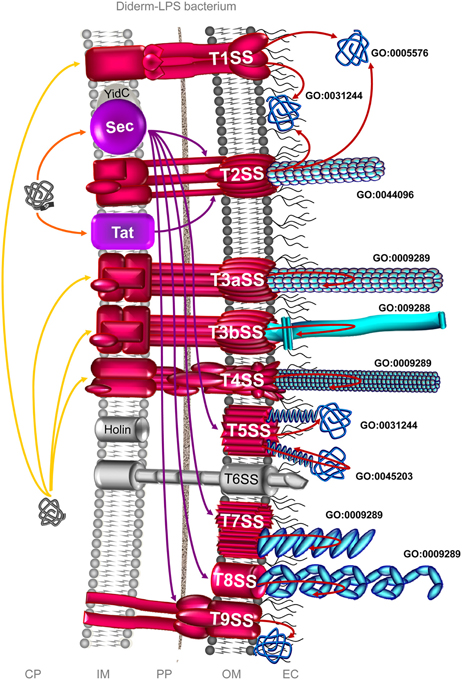
Gesamtes Sekretionssystem in Gram-negativen Bakterien.

Bisher kennt man sechs Typen (Typ I bis Typ VI) von Sekretionssystemen bei Gram-negativen Bakterien, von denen zwei das Sec-System benutzen.

### Typ I
Prototyp ist das Escherichia coli-Hämolysin-Transportsystem. Drei Membranproteine erlauben eine Sec-unabhängige Sekretion in einem Schritt.

### Typ II

Typ II Sekretionsweg

Prototyp ist das Klebsiella-Pullulanase-Sekretionssystem. Eine Vielzahl von Proteinen bildet einen Transportkomplex mit einer Pore in der äußeren Membran. Der Transport erfolgt in zwei Schritten, wobei der erste Schritt durch die Cytoplasmamembran Sec-abhängig oder Tat-abhängig erfolgt.

### Typ III
Prototyp ist das Yersinia-Yop-System. Eine Vielzahl von Proteinen bildet eine Nadelstruktur, die vom Zytoplasma durch beide Membranen nach außen ragt. Proteine werden in einem Schritt Sec-unabhängig transportiert. Typ-III-Systeme werden teilweise durch den Kontakt mit Zielzellen aktiviert und erlauben auch eine Injektion von Proteinen in die Zielzelle.

### Typ IV
Prototyp ist das Vir-System von Agrobacterium tumefaciens. Eine Vielzahl von Proteinen bildet einen Komplex, der durch beide Membranen nach außen ragt. Proteine werden in einem Schritt Sec-unabhängig transportiert. Einige Typ IV Systeme erlauben nach Kontakt mit Zielzellen eine Injektion von Proteinen in die Zielzelle. Einige Typ-IV-Systeme transportieren Proteine und DNA.

### Typ V (Autotransporter)
Prototyp ist die IgA-Protease von Neisseria. Das Typ-V-Sekretionssystem umfasst Proteine, die als Autotransporter alle zur Translokation über die Zellmembran benötigten Informationen in der Polypeptidkette selbst enthalten. Die Proteine werden Sec-abhängig über die Zytoplasmamembran ins Periplasma sezerniert. Eine am C-terminalen Ende des Proteins vorhandene Domäne integriert sich in die äußere Membran und transportiert das Protein nach außen, wo es proteolytisch abgeschnitten wird.

### Typ VI
Eine Vielzahl von Proteinen bildet einen Komplex, der durch beide Membranen nach außen ragt. Proteine werden in einem Schritt Sec-unabhängig transportiert. Das Typ VI System erlaubt nach Kontakt mit Zielzellen eine Injektion von Proteinen in die Zielzelle.

## Gram-positive Bakterien

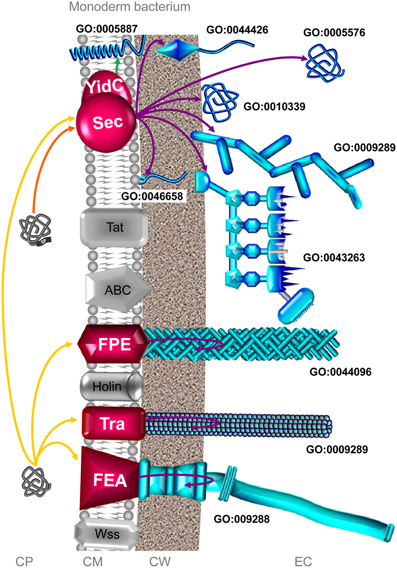
Gesamtes Sekretionssystem in Gram-positiven Bakterien.

Dieses Sekretionssystem ist nicht so komplex aufgebaut, wie bei den Gram-negativen Bakterien, da nur eine Membran überschritten werden muss. Häufig wird das Sec-System oder das Tat-System benutzt, um Proteine über die einzelne Membran zu transportieren.

### Injektosom
Ein über das Sec-System nach außen transportiertes Protein kann über das Injektosom in die Zielzelle transportiert werden.

### Besondere Proteine
Fimbrillin-Proteine werden über den FPE (fimbrillin-protein exporter) und Flagellen durch den FEA (flagella export apparatus) über die Membran transportiert.

### Typ VII
Das System kommt in Mycobakterien und Corynebakterien vor, welche eine leicht veränderte Lipidzusammensetzung in ihrer Membran, der sogenannten Mycomembran, haben. Einige Proteine bilden einen Komplex, der die Membran nach außen durchdringt. Proteine werden in einem Schritt Sec-unabhängig transportiert. Das Typ VII System erlaubt nach Kontakt mit Zielzellen eine Injektion von Proteinen in die Zielzelle.